# Лабиринти на страстта
„Лабиринти на страстта“ (на испански: Laberintos de pasión) е мексиканска теленовела от 1999 г., режисирана от Клаудио Рейес Рубио, и продуцирана от Ернесто Алонсо за Телевиса. Адаптация е на мексиканската теленовела Любовна измама от 1961 г., създадена от Каридад Браво Адамс.
В главните роли са Летисия Калдерон и Франсиско Гаторно, а в отрицателните - Мануел Охеда, Моника Санчес и Асела Робинсън. Специално участие вземат първата актриса Мария Рубио, Абраам Рамос и Алма Делфина.

## Сюжет
Хулиета е бедно момиче, което живее с дядо си, дон Мигел, в малкото село Сан Висенте. Тя дружи с Педро и Кристобал, синове на Хенаро, богат и жесток земевладелец, собственик на хасиендата „Ел Кастийо“.
След като умира дон Мигел, закрилник на Хулиета става художникът Габриел Алмада, който я отвежда да учи в чужбина. След години Хулиета, водена от носталгия по родния край, и Габриел се зъвръщат в Сан Висенте. В Хенаро се възражда омразата, която е изпитвал към Габриел, защото знае, че той е бил голямата любов на съпругата му, София. Тази омраза е подкрепена и от Педро и Кристобал, които също ненавиждат художника.
В същото време, Хенаро води в „Ел Кастийо“ племенницата си Надя, красиво, но зло момиче, което има планове да стане собственица на хасиендата. Хулиета разбира, че детската дружба между нея и Педро се е превърнала в зряла любов, но са разделени от Надя, която иска да се омъжи за Педро, за да осъществи плановете си.
Наранена, Хулиета отново търси убежище при Габриел, който открива, че бащината обич, която е изпитвал към нея, се е превърнала в мания към жена.

## Актьори
Част от актьорския състав:
- Летисия Калдерон – Хулиета Валдерама
- Франсиско Гаторно – Педро Валенсия Миранда / Педро Алмада Миранда
- Сесар Евора – Габриел Алмада
- Мария Рубио – Офелия Монтеро вдовица де Миранда
- Мануел Охеда – Хенаро Валенсия
- Асела Робинсън – Кармина Ролдан Монтеро де Валенсия
- Моника Санчес – Надя Касанова Гусман
- Абраам Рамос – Кристобал Валенсия Миранда
- Арон Ернан – Лауро Санчес
- Педро Армендарис мл. – Отец Матео Валенсия
- Алма Делфина – София Миранда Монтеро де Валенсия
- Тиаре Сканда – Росио Гансалес Паскуал
- Еухенио Кобо – Артуро Сандовал
- Сокоро Бония – Матилде Паскуал де Гонсалес
- Силвия Манрикес – Сара Моралес де Сандовал

## Премиера
Премиерата на Лабиринти на страстта е на 4 октомври 1999 г. по Canal de las Estrellas. Последният 80. епизод е излъчен на 21 януари 2000 г.

## Награди
Награди TVyNovelas (Мексико) 2000
| Категория                            | Личност                                | Резултат |
| ------------------------------------ | -------------------------------------- | -------- |
| Най-добра теленовела                 | Ернесто Алонсо                         | Печели   |
| Най-добра актриса в главна роля      | Летисия Калдерон                       | Печели   |
| Най-добър актьор в главна роля       | Франсиско Гаторно                      | Печели   |
| Най-добра актриса в отрицателна роля | Моника Санчес                          | Печели   |
| Най-добър актьор в отрицателна роля  | Мануел Охеда                           | Печели   |
| Най-добър сценарий                   | Куаутемок Бланко Мария дел Кармен Пеня | Печелят  |
| Най-добра музикална тема             | Педро Фернандес                        | Печели   |
| Най-добър композитор на теленовела   | Хорхе Авенданьо                        | Печели   |

Награди Bravo
| Година | Категория        | Номиниран   | Резултат |
| ------ | ---------------- | ----------- | -------- |
| 2000   | Най-добър актьор | Сесар Евора | Печели   |

## Адаптации

### Кино
- Любовна измама – Мексико (1955) с Елса Агире и Рамон Гай
- Любовна измама – Мексико (1970) с Марикрус Оливие и Хорхе Риверо

### Телевизия
Лабиринти на страстта е базирана на теленовелата Любовна измама, създадена от Каридад Браво Адамс.
- Любовна измама (1961), с участието на Ампаро Ривейес и Раул Рамирес.
- Любовна измама (1968), с участието на Марикрус Оливие и Енрике Лисалде.
- Измамата (1986), с участието на Ерика Буенфил и Франк Моро.
- Лъжовно сърце (2016), продуцирана от МаПат Л. де Сатарайн, с участието на Телма Мадригал, Пабло Лиле и Диего Оливера.